# Никитин, Владимир Илларионович
Влади́мир Илларио́нович Ники́тин (7 мая 1949, Устье Шоры, Моркинский район, Марийская АССР, РСФСР, СССР — 13 февраля 2025, Йошкар-Ола, Марий Эл, Россия) ― советский и российский актёр театра. Ведущий артист марийской труппы Республиканского театра кукол Марийской АССР / Республики Марий Эл (1977―2015). Заслуженный артист Российской Федерации (2006). Народный артист Республики Марий Эл (1999). Лауреат Государственной премии Республики Марий Эл имени М. Шкетана (2001) и Национальной театральной премии имени Йывана Кырли (2013, 2015).

## Биография
Родился 7 мая 1949 года в п. Устье Шоры ныне Моркинского района Марий Эл. Окончил сельскую школу в родном районе.
В 1978 году окончил Марийское республиканское культпросветучилище. В 1977 году по приглашению главного режиссёра Валентина Ящиковского стал артистом-кукловодом Республиканского театра кукол Марийской АССР, где работал до выхода на пенсию. Являлся ведущим артистом марийской труппы этого театра, играл главные роли во многих спектаклях, как романтические, так и острохарактерные. В 2015 году ушёл на заслуженный отдых.
В 1988 году стал заслуженным артистом Марийской АССР, в 1999 году — народным артистом Республики Марий Эл. В 2006 году ему присвоено почётное звание «Заслуженный артист Российской Федерации».
В 2001 году стал лауреатом Государственной премии Республики Марий Эл имени М. Шкетана за главную роль в спектакле «После дождичка…». Дважды лауреат Национальной театральной премии имени Йывана Кырли: в 2013 году — за роль Дроссельмейера в спектакле «Щелкунчик», в 2015 году — в номинации «За честь и достоинство».
В последние годы проживал в Йошкар-Оле. Скончался там же 13 февраля 2025 года.

## Основные роли
Список основных ролей артиста В. И. Никитина:
- Принц («Принцесса и свинопас», Е. Шварц)
- Карл («Лети, мой лебедь», Е. Синакевич)
- Руслан («Руслан и Людмила», А. С. Пушкин)
- Елисей («Сказка о мёртвой царевне и семи богатырях», А. С. Пушкин)
- Сергуш («Ораде каче» ― «Непутёвый жених», М. Шкетан)
- Атаманша («Снежная королева», Х. К. Андерсен)
- Дроссельмейер («Щелкунчик», Э. Т. А. Гофман)

## Признание
- Заслуженный артист Российской Федерации (2006)[1][2]
- Народный артист Республики Марий Эл (1999)[1][2]
- Заслуженный артист Марийской АССР (1988)[1][2]
- Государственная премия Республики Марий Эл имени М. Шкетана (2001)[1][2] ― за роль Кота в спектакле «После дождичка…»[3][4][5][6]
- Национальная театральная премия имени Йывана Кырли (2013, 2015)[3][4][5]
- Гран-при фестиваля «Йошкар-Ола театральная» (2000) ― за главную роль Кота в спектакле «После дождичка…»[3]